# باسیلیوس بسلر
باسیلیوس بسلر (آلمانی: Basilius Besler؛ ۱۳ فوریهٔ ۱۵۶۱ – ۱۳ مارس ۱۶۲۹) یک شیمی‌دان اهل آلمان بود.